# Feriye-Palast

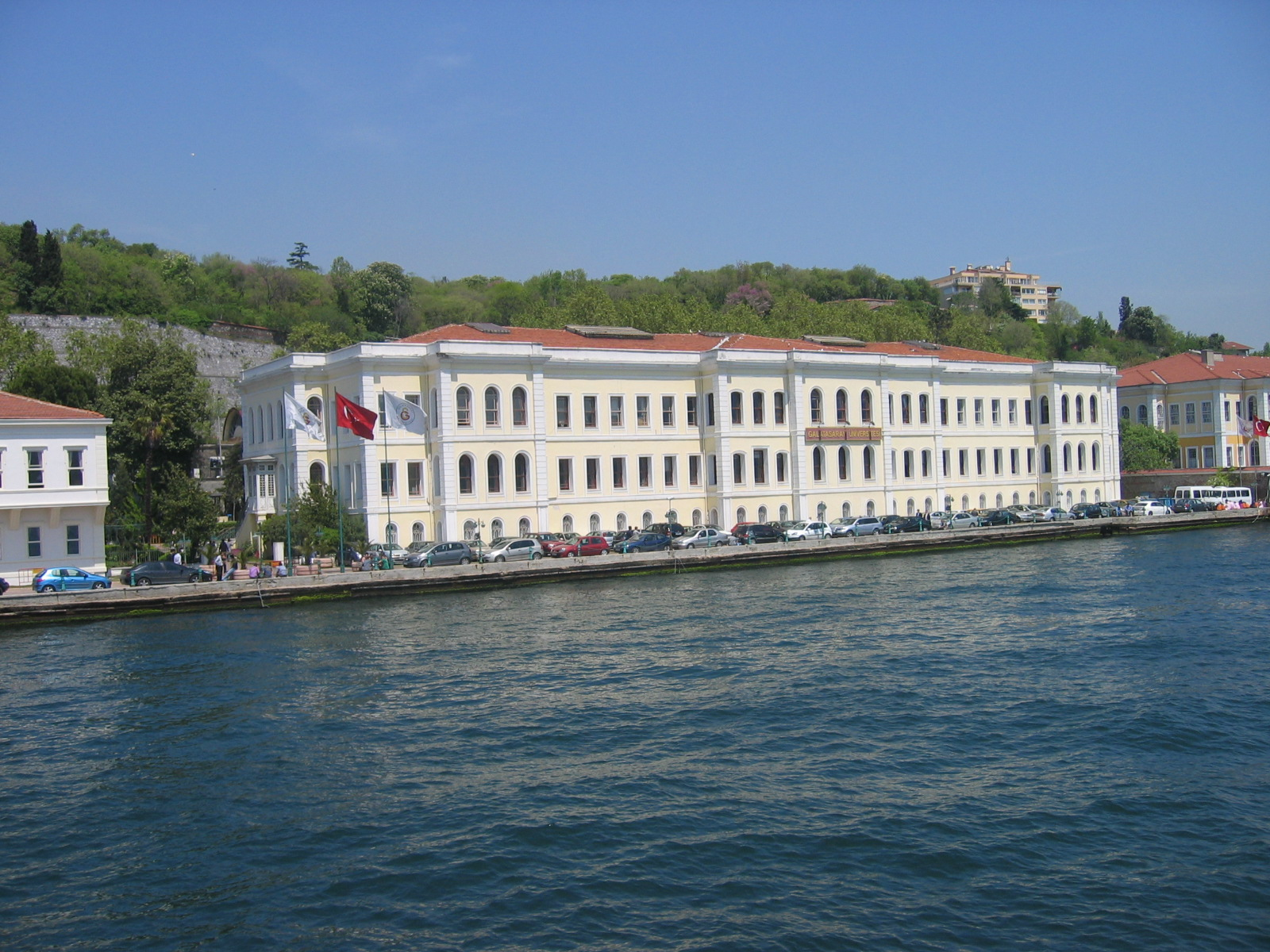
Der Feriye-Palast im Jahr 2009

Der Feriye-Palast (türkisch Feriye Sarayı) ist ein ehemaliger osmanischer Palastkomplex an der europäischen Westküste des Bosporus in Istanbul. Derzeit werden die Gebäude von der Galatasaray Üniversitesi genutzt.

## Geschichte
Der Palastkomplex wurde 1871 von Sultan Abdülaziz in Auftrag gegeben und von dem Hofarchitekten Sarkis Balyan erbaut. Die Gebäude sollten den zahlreichen Mitgliedern der Sultansfamilie als Residenz dienen. Der Palast wurde zusätzlich zum Dolmabahçe-Palast und dem Çırağan-Palast erbaut und bekam den osmanischen Namen Feriye Sarayı, also Zweit- oder Nebenpalast. Der Komplex besteht aus drei Hauptgebäuden auf der Uferseite, einem Flügel für die Konkubinen, einem kleinen zweigeschossigen Bauwerk und mehreren Nebengebäuden auf der Rückseite.
Am 30. Mai 1876 wurde Sultan Abdülaziz von seinen Ministern zur Abdankung gezwungen. Nach seiner Absetzung wohnte er noch vier Tage im Topkapı-Palast und zog dann auf eigenen Wunsch in den Feriye-Palast. Wenige Stunden später wurde er dort mutmaßlich ermordet. Mehrere Mitglieder des osmanischen Hofes wohnten nach Abschaffung des Sultanats und des Kalifats bis zum 3. März 1924 im Palast. Die Gebäude standen nach der Ausweisung des letzten Kalifen Abdülmecid II. und seines Hofstaates leer.
Im Jahr 1927 brachte man in einigen Palastgebäuden die Denizcilik Yüksek Okulu, eine Marinekadettenschule, unter. Im Schuljahr 1928/29 wurde auch das Jungengymnasium Kabataş hier untergebracht. Nachdem die Koedukation auch in der Türkei begonnen hatte, brachte man 1967 auch die Mädchenklassen des Galatasaray-Lisesi hier unter. Teile des Palasts im Nordosten blieben aber noch viele Jahre leer.
Die Marineschule wurde 1981 zur Fakultät für Maritimes der İstanbul Teknik Üniversitesi und zog in den Istanbuler Stadtbezirk Tuzla. Erneut standen große Teile des Palastkomplexes leer bis 1982 die Ziya Kalkavan Maritime Berufsoberschule einzog.
Die Gebäude, die von den Mädchen des Galatasaray Lisesi genutzt wurden, bekamen 1992 die Galatasaray Üniversitesi. Das Hauptgebäude wird von den Fakultäten für Recht, Wirtschaft und Kommunikation sowie der Verwaltung genutzt. Dieses Gebäude hieß ursprünglich İbrahim Tevfik Efendi Sahil Sarayı. Im Jahr 1995 wurde der leerstehende Teil der Gebäude von der Kabataş Education Foundation renoviert und in das exklusive Restaurant Feriye Lokantası umgewandelt.
Das von der Galatasaray-Universität genutzte Hauptgebäude wurde bei einem Brand am 22. Januar 2013 schwer beschädigt. Das türkische Kulturministerium sanierte das Gebäude in den folgenden Jahren. Heute sind hier wieder Fakultäten der Galatasaray-Universität untergebracht.